# Alabanda
Alabanda (en grec antic Ἀλάβανδα), també anomenada Antioquia dels Crisaorians, era una ciutat de Cària situada on és ara és la província d'Aydın. Heròdot anomena un riu, el Màrsies de Cària, afluent del Menandre, que passava vora la ciutat.
Segons Estrabó, la ciutat es trobava situada entre dues elevacions del terreny. La zona era famosa, segons Plini el Vell, pel seu marbre de color fosc i per les pedres d'Almandina un mineral que pertany al grup dels granats. Esteve de Bizanci diu que a Cària hi havia dues ciutats anomenades Alabanda, i que una d'elles portava el nom d'Antioquia. Cap altra font antiga en parla, de dues ciutats a cària amb el mateix nom. Heròdot situa una ciutat anomenada Alabanda a Cària, i una altra del mateix nom a Frígia. Esteve de Bizanci diu que el nom de la ciutat el va posar el rei Kar en reconeixement del seu fill Alabandos, quan va obtenir una victòria amb la cavalleria, i explica que en cari, Alabanda és la combinació de dues paraules: ala, que vol dir cavall, i banda, que significa victòria.
Alabanda va ser ocupada pels selèucides i se li va donar el nom d'Antioquia dels Crisaorians en honor d'Antíoc III. L'any 201 aC va ser presa per Filip V de Macedònia, i va tornar a tenir el nom d'Alabanda a partir de la derrota dels selèucides a la batalla de Magnèsia l'any 190 aC. Van pactar una aliança amb els romans i van construir un temple en honor de la Urbs Roma (la ciutat de Roma). L'any 51 aC, la ciutat tenia deutes amb el banquer Marc Cluvi, i l'any 40 aC el general romà rebel Quint Labiè va assaltar la ciutat i va destruir els temples perquè li van oposar resistència. Segons Plini el Vell, sota l'Imperi romà, Alabanda va tenir l'estatus de Convent jurídic.
Es conserven les restes d'un teatre i de molts altres edificis, però molt poques inscripcions.